# 1219
Năm 1219 là một năm trong lịch Julius.

## Mất
- 13 tháng 2 - Minamoto no Sanetomo, shogun Nhật Bản (sinh 1192)
- 5 tháng 5 - King Leo II của Armenia (sinh 1150)
- 14 tháng 5 - William Marshal, Earl 1 của Pembroke (sinh 1146)
- 17 tháng 6 - David của Scotland, Bá tước Huntingdon 8
- 3 tháng 11 - Saer de Quincy, 1 Earl của Winchester, người Anh
- Raymond-Roupen của Antioch
- John de Courcy, hiệp sĩ và Earl of Ulster (sinh 1160)
- Peter II của Courtenay, Hoàng đế La Tinh Constantinopolis
- Yolanda của Flanders, vợ và nhiếp chính của Peter của Courtenay
- Jayavarman VII, người cai trị của Đế quốc Khmer (sinh 1181)